# Anomalocatantops
Anomalocatantops is een geslacht van rechtvleugeligen uit de familie veldsprinkhanen (Acrididae). De wetenschappelijke naam van dit geslacht is voor het eerst geldig gepubliceerd in 1984 door Jago.

## Soorten
Het geslacht Anomalocatantops  is monotypisch en omvat slechts de volgende soort:
- Anomalocatantops furcicercus (Jago, 1984)